# Branko Hofman
Branko Hofman, slovenski pesnik, pisatelj in dramatik, * 29. november 1929, Rogatec, † 12. junij 1991, Ljubljana. 

## Življenjepis
Po končani gimnaziji v Mariboru in študiju primerjalne književnosti in filozofije v Ljubljani se je najprej zaposlil kot novinar in urednik pri radiu Koper ter mariborskemu Večeru, nato pa je bil dolgoletni urednik pri Državni založbi Slovenije v Ljubljani.
Bil je prvi slovenski pisatelj, ki se je na umetniški ravni upal pisati o Golem otoku ter grozljivem obravnavanju in mučenju zapornikov. Udba ga je leta 1975 klicala na zaslišanje, ko je dobila v roke njegov rokopis knjige "Noč do jutra". 

## Delo
Pesniško se je oblikoval v razvojnem loku povojnega intimizma. V prvih zbirkah je bil njegov slog tradicionalen, v poznejših pa je čutiti tudi osebne črte in modernejše izraze.
Za Hofmana je značilna močna erotična nota, tako v njegovih pesniških stvaritvah, kot tudi v romanih (Ljubezen). Med njegovimi deli velja omeniti roman Noč do jutra, v katerem zasledimo vznemirljivo tematiko Golega otoka in komunističnega nasilja. Roman je doživel tudi več prevodov v tuje jezike. Hofmanova dramatika spada v širši sklop t. i. sentimentalnega humanizma-realizma, tematsko pa je utemljena v sodobnosti in v revolucionarnem boju.
Napisal je tudi dve publicistični deli, v katerih je zbral pogovore s pisatelji in pisateljicami, predstavil pa je tudi sebe.

### Poezija
- Pred jutrom, 1951
- Za oblaki so zvezde, 1956
- Mavrica v dlaneh, 1962
- Trapez, 1970
- In večno življenje mesa, 1972
- (Pesmi), 1972
- Lok (izbor in nekaj novih pesmi), 1977
- Ne kliči, tu ni škržatov (izbor uredil M.Kmecl), 1989

### Pripovedna proza
- Vrabčki, 1955
- Strah, 1961
- Ljubezen, 1965
- Ringo Star, 1980
- Noč do jutra, 1981
- Tonka Paconka, 1982
- Kdo mamici soli pamet, 1985
- Ringo potepuh, 1990

### Dramatika
- Življenje zmaguje, 1955
- Svetloba velike samote, 1957
- Zvezde na jutranjem nebu, 1958
- Dan in vsi dnevi, 1962
- Mož brez obraza, 1971

### Publicistika
- Pogovori s slovenskimi pisatelji, 1978
- Iskani in najdeni svet, 1988